# سفارة ألمانيا في آيسلندا
سفارة ألمانيا في آيسلندا هي أرفع تمثيل دبلوماسي لدولة ألمانيا لدى آيسلندا. تقع السفارة في ريكيافيك وهي تهدف لتعزيز المصالح الألمانية في آيسلندا.

## وصلات خارجية
- قائمة سفارات ألمانيا
- قائمة السفارات في آيسلندا